# Prêmio Holberg
O Prêmio Holberg (antigo Prêmio Internacional em Memória de Ludvig Holberg) foi criado em 1º de julho de 2003, pelo governo da Noruega, com o objetivo de celebrar o valor de estudos acadêmicos nas artes, humanidades, ciências sociais, direito e teologia, sejam em apenas um desses campos, sejam  interdisciplinares.
Foi instituído em homenagem ao escritor dinamargês-norueguês Ludvig Holberg que se destacou em todas as áreas às quais o prêmio se destina.  O prêmio  Holberg é complementar ao Prêmio Abel de matemática, criado em 2002, e inclui  6 milhões de coroas norueguesas (valor equivalente a 630 000 euros ou cerca de USD 900000), em dinheiro. 
O prêmio Holberg é mantido pelo Fundo Comemorativo Ludvig Holberg, que consiste de 200 milhões de coroas norueguesas. A responsabilidade de administrar o prêmio foi passada do governo da Noruega para a Universidade de Bergen.  A Universidade, por sua vez, estabeleceu um comitê para o fundo e indicou um comitê acadêmico de importantes pesquisadores de áreas acadêmicas relevantes e diferentes universidades. O comitê concede o prêmio anualmente, com base em recomendações e avaliações do comitê acadêmico sobre as indicações enviadas por estudiosos de outras universidades e outros institutos de pesquisa ligados às áreas contempladas pelo prêmio.

## Contemplados
- 2024:	Achille Mbembe
- 2023:	Joan Martinez-Alier
- 2022:	Sheila Jasanoff
- 2021:	Martha Nussbaum
- 2020:	Griselda Pollock
- 2019:	Paul Gilroy
- 2018:	Cass Sunstein
- 2017:	Onora O'Neill
- 2016:	Stephen Greenblatt
- 2015:	Marina Warner
- 2014:	Michael Cook
- 2013:	Bruno Latour
- 2012:	Manuel Castells Oliván
- 2011:	Jürgen Kocka
- 2010: Natalie Zemon Davis
- 2009: Ian Hacking
- 2008: Fredric Jameson, William A. Lane Professor no programa de Estudos em Literatura e Romance na Universidade de Duke.
- 2007: Ronald Dworkin, professor de direito e filosofia na Universidade de Nova York, Estados Unidos e na Universidade College London no Reino Unido.
- 2006: Shmuel Eisenstadt, Professor emérito em sociologia na Universidade Hebraica em Jerusalém
- 2005: Jürgen Habermas, Professor emérito, Universidade de Frankfurt
- 2004: Julia Kristeva, Diretora do Sciences des textes et documents Department, da Universidade de Paris 7 (Jussieu)